# Vincenzo De Luca
Vincenzo De Luca (ur. 8 maja 1949 w Ruvo del Monte) – włoski polityk i samorządowiec, długoletni burmistrz Salerno, parlamentarzysta, od 2015 prezydent Kampanii.

## Życiorys
Absolwent filozofii na Università degli Studi di Salerno. Został aktywnym działaczem partyjnym, należąc kolejno do Włoskiej Partii Komunistycznej, Demokratycznej Partii Lewicy i Demokratów Lewicy, z którymi w 2007 przystąpił do nowo powołanej Partii Demokratycznej. Pełnił funkcję sekretarza PCI i PDS w prowincji Salerno.
W 1990 wybrany na radnego miejskiego w Salerno. Został asesorem ds. robót publicznych, a następnie wiceburmistrzem. W latach 1993–2001 i 2006–2015 sprawował urząd burmistrza tej miejscowości. W 2001 i 2006 był wybierany na posła do Izby Deputowanych XIV i XV kadencji. Od 2013 do 2014 łączył pełnienie funkcji burmistrza ze stanowiskiem podsekretarza stanu w resorcie infrastruktury i transportu w rządzie Enrica Letty.
W 2015 został wybrany na urząd prezydenta Kampanii. W 2020 z powodzeniem ubiegał się o reelekcję na kolejną kadencję.